# Пушной Олександр Борисович
Олекса́ндр Бори́сович Пушно́й (нар. 16 травня 1975 року в м. Новосибірськ, РРФСР) — російський музикант-мультиінструменталіст, співак і телеведучий, шоумен, актор. Колишній учасник команд КВН НГУ і «Сибірські сибіряки». Був ведучим телепроєктів, що виходили на каналі «СТС» — «Хороші жарти», «Хто розумніший за п'ятикласника?», «Галілео», «Пісня дня».
Відомий своїми виступами в КВН, роботами в телепередачах (ведучий і виконавець пісень із заставок), пародіями на популярні музичні хіти. Також відомий як засновник конкурсу «АПОЖ» в передачі «Хороші жарти».
Член опікунської ради благодійного фонду «рос. Созидание».

## Біографія
Народився в Новосибірському Академмістечку, в родині Бориса Михайловича — кібернетика, і Ніни Дмитрівни — економіста.
Коли Олександру виповнилося 7 років, батьки віддали його в музичну школу, де він провчився п'ять років за класом «Фортепіано». У 12-річному віці вперше познайомився з семиструнною гітарою, яку йому подарував батько, а згодом опанував і шестиструнну гітару. Вчився грати на гітарі самостійно, за книгами.
Навчався в школі № 25 (нині гімназія № 3) з 1982 по 1992 роки. У 1992 році вступив на фізичний факультет Новосибірського державного університету (НГУ). В 1996, 1998 роках захистив дипломи бакалавра та магістра з фізики. Під час навчання в університеті часто писав музику для капусників. Через деякий час Олександр Пушной стає учасником КВК НГУ.
У 1997 році Пушной поїхав до Москви, де у складі команди КВК НГУ поставив пародію на співака Стінга, чим завоював популярність і прихильність глядачів.
У 2000—2001 роках виступав у складі команд КВН «Сибірські сибіряки» і «Діти лейтенанта Шмідта».
З 2002 по 2015 рік жив у місті Долгопрудний Московської області, в 2015 переїхав до Москви.

### Особисте життя
- Одружений з 11 серпня 1998 року, дружина — Тетяна Пушная[6][7][8].
  - син Дмитро Пушной (нар. 2004)
  - син Михайло Пушной (нар. 2009)
  - син Андрій Пушной (нар. 2016)[9][10]

## На телебаченні

### «Хороші жарти»
У 2004 році Тетяна Лазарєва і Михайло Шац запросили Пушних у телепрограму «Хороші жарти» на роль співведучого. У перших випусках програми Олександр не брав участі. Перша частина успішного проекту проходила в Театрі на Малій Бронній. Завершивши останню в сезоні зйомку в театрі, ведучі пообіцяли, що повернуться. Повернення не зовсім вдалося — через те, що було вирішено випускати програму в новому форматі. Рейтинги були дуже низькими, програму після кількох випусків закрили.
Через деякий час на глядачів чекав сюрприз: пройшла реклама на СТС, що «Хороші жарти» повертаються. Після перших трансляцій по телебаченню передача «відродилася», були внесені корективи, при цьому студія залишилася такою ж затишною і звичною, як була раніше в Театрі на Малій Бронній. У 2010 році передача була знову закрита. Якийсь час у нічному ефірі телеканалу СТС транслювалися повтори старих випусків програми. У 2012 році зйомки програми поновилися, після чого вона була закрита остаточно.
Придуманий і проведений Олександром конкурс «АПОЖ» був надзвичайно популярним.

### «Галілео»
Програма «Галілео» — аналог німецької продукту. У 2006 році Олександру запропонували стати ведучим науково-пізнавальної програми «Галілео». Спочатку зйомки проходили в місті Мюнхені. Передача отримала середній рейтинг. Далі зйомки відбувалися в московській студії. Знімала компанія «ГалілеоМедіа». Пушной розповідав «підведення» до наступних сюжетів, яких в програмі 3-4. Всього було показано 1029 випусків.
Пізніше команда «Галілео» переїхала на новий знімальний майданчик. Крім зміни декорацій, змінився сам формат телепередачі: збільшився ефірний час з півгодини до години, а також з'явилося безліч нових рубрик, одна з яких називається «Експерименти». Ведучий проводить досліди перед камерою, наочно показуючи телеглядачам, як «працюють» закони фізики і хімії. В експерименті «Терміт» сильно обпік собі руку. Програма була досить популярна і тривала до лютого 2013 року. Випуск телепередачі відновлено з 3 березня 2015 року на телеканалі СТС. Було допоказано 54 серії (1030—1084). Рейтинги вже не були такими високими, як раніше, але все одно залишалися пристойними.
У 2014 році було знято 16 серій «Мегагалілео» для щотижневого випуску. Вони здані на канал СТС, але в ефір не вийшли. У 2015 році був запущений проект в рамках програми «Галілео», який називається «Вижити на Сейшелах». На офіційному каналі «Галілео» на YouTube за тиждень відео зібрало 100 тисяч переглядів, а за місяць — 200 тисяч.

### «Хто розумніший за п'ятикласника?»
Програма «Хто розумніший за п'ятикласника?» виходила з 9 грудня 2007 року по 20 липня 2008 року. В ній запрошений учасник (запрошувалися відомі люди — актори, співаки, телеведучі, письменники) намагався відповісти на питання з шкільної програми 1-5 класів.

### «Пісня дня»
З 14 квітня 2009 року на екрани вийшла нова телепередача «Пісня дня». Ведучі — все та ж трійка Михайло Шац, Тетяна Лазарєва та Пушной. Ведучі розважають телеглядачів новинами минулого дня у вигляді пісень на відомі мотиви. Обстановка студії — велика кухня. Багато гумору та імпровізації.

## Інші проєкти
- Олександр Пушной з'являвся як запрошений гість у Comedy Club в 2005 році.
- Пушной був ведучим церемонії нагородження ТЕФІ-2007[13]
- Виступав режисером і співведучим гумористичної телепрограми «Завжди готов!»
- Вів програму «Креативний клас» на каналі «СТС».
- Веде програму «Божевільний спорт» на каналі «Матч ТВ».

Виконував пісні-слогани з телепередач:
- телевізійна гра «Слава Богу, ти прийшов!» (композитор, виконавець пісні)
- телевізійне шоу «Велика різниця» (композитор, виконавець пісні)
- телевізійна гра «Стінка на стінку» (композитор, виконавець пісні)
- телевізійне імпровізаційне шоу «Південне Бутово» (композитор, виконавець пісні)
- скетч-шоу «6 кадрів» (композитор, виконавець пісні)
- телесеріал «Одного разу в міліції» (композитор)
- телепередача «Врятуйте, ремонт!» (композитор)
- телесеріал «Світлофор»
- телепередача «Народжені в СРСР»
- скетч-шоу «Нереальна історія» (композитор, виконавець пісень)
- «Співоча компанія» (композитор)
- телевізійна гра «Хто розумніший за п'ятикласника?»
- пізнавальна телепередача «Галілео»
- телепередача «Випадкові зв'язки» (композитор)
- телепередача «Знайомся, це мої батьки!» (композитор)
- телевізійне шоу «Почуття гумору» (композитор)

Брав участь в озвучці комп'ютерних ігор
- «Нічний Дозор» — музика, а також деякі персонажі[14]
- «Postal 2: Штопор жжот» — саундтрек
- «Portal: Galileo» — озвучивал себя, вместо GlaDOS

## Музична діяльність
Музична діяльність Олександра Пушного почалася в 1993 році з створенням групи «Ведмідь», яка проіснувала до 1996 року. У період з 1993 по 1996 роки були написані такі пісні, як «WWWаленки» чи «Ленін всіх послав на Першотравень».

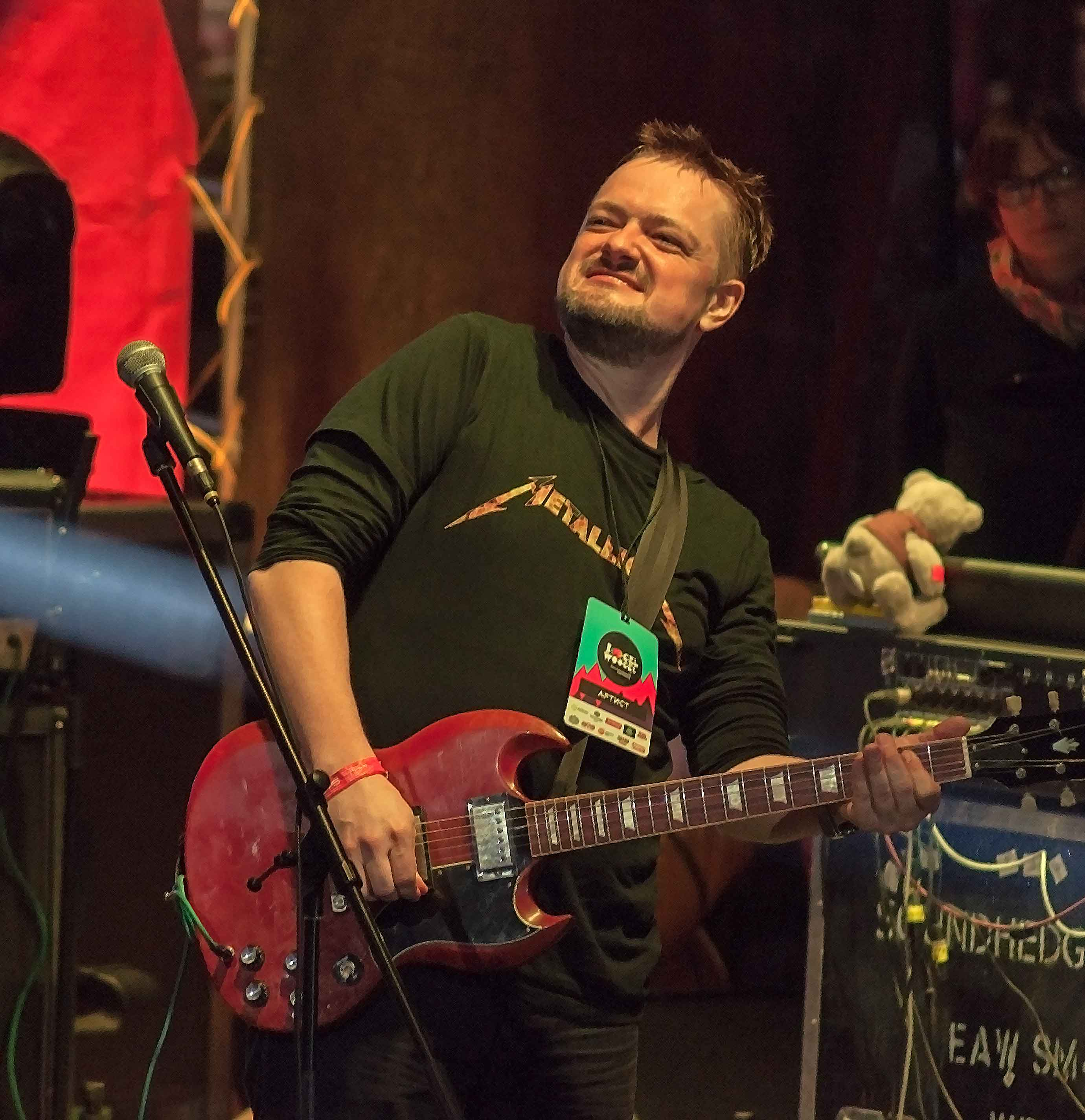
Пушний - учасник високогірного карнавалу BoogelWoogel 2017 у Сочі. 1 квітня 2017 року

Після 1996 року музична діяльність відійшла на другий план: Пушной почав грати в КВК і закінчував університет. У 1999 році Пушной відроджує музичну діяльність у програмі «БІС» Василя Антонова та Олександра Толоконникова. У 2001—2005 роках брав участь як режисер і співведучий програми «Завжди готов!» (персонаж «Поет — невдаха»). Коли у 2004 році був створений офіційний сайт Олександра Пушного, нові пісні стали з'являтися там, але Пушной все одно не давав концертів. Так тривало до 2008 року, коли закрили «Хороші жарти». До того часу Олександр вів передачу «Галілео».
В 2009 році з'явилася програма «Пісня дня». Пушной у кожному випуску з'являвся з гітарою. У червні 2010 року Олександр Пушной починає концертну діяльність, встигаючи зніматися в «Галілео»: 17 червня відбувся його концерт в клубі «Б2» спільно з групою «Джанкой Бразерс». В такому складі Пушной починає гастролювати за кордоном.
У 2011 році Олександр Пушной з тим же складом бере участь у програмі «Парний прогін». Виступи групи перемежовувалися віршами Леоніда Каганова. 8 липня 2012 року брав участь у рок-фестивалі «Нашестя» як ведучий і як учасник разом з групою «Джанкой Бразерс». Влітку 2015 року Олександр так само брав участь на «Нашесті».
У Пушного є канал YouTube https://www.youtube.com/user/PushnoyRU [Архівовано 5 квітня 2017 у Wayback Machine.]. Туди він викладає кліпи на свої пісні і відео про гітари (вони знімалися виключно для того, щоб Олександру самому визначитися, яка гітара йому потрібна, а згодом стали дуже популярні, деякі з них були перекладені англійською мовою), існує безліч відеозаписів, на яких Пушной розповідає про запис звуку. Кілька разів на прохання шанувальників Олександр записував «навчалки» своїх пісень.
Канал Пушного на YouTube налічує понад 100 тисяч підписників, а його кліпи і відео про гітари переглянули 11 млн разів.
10 листопада 2021 року на YouTube каналі Олександа вийшов проект - "РОК ЖИВ" в якому Олександр розбирає огляд найвідоміших рок-гуртів та їх виконавців.

## Дискографія
- 2008 — Пушной.ги
- 2012 — АЛЬБОМ! народних пісень
- 2015 — #недошуток

## Фільмографія
Композитор
- 1999—2003 — Прості істини
- 2001 — FM і хлопці
- 2001 — Вісімнадцята мить весни
- 2001—2002 — Писаки
- 2010 — Одного разу в міліції
- 2011 — Світлофор (вокал)

Актор
- 2001—2002 — Писаки
- 2001 — Вісімнадцята мить весни — шуцман
- 2006—2011 — Щасливі разом — музикант
- Даєш молодь! — епізодична роль
- Приколи на перерві — камео

Озвучення
- 2008 — Ми — легенди — Кертіс
- 2009 — 9 — 6
- 2009 — Хмарно, можливі опади у вигляді фрикадельок — Флінт Локвуд (Білл Хейдер)
- 2011 — Ронал-Варвар — Альберт
- 2012 — Монстри на канікулах — Джонатан (Енді Семберґ)
- 2013 — Ернест і Селестіна: Пригоди мишки і ведмедя — Ернест
- 2013 — Хмарно, можливі опади у вигляді фрикадельок 2 — Флінт Локвуд (Білл Хейдер)
- 2015 — Монстри на канікулах 2 — Джонатан (Енді Семберґ)
- 2016 — Вороніни — «Аніматор, переодягнений в Діда Мороза»

## Факти
- Рекордсмен за отриманими «дверей» в програмі «Слава Богу, ти прийшов!»[16]
- У передачі «Хороші жарти» грав на гітарах Gibson Explorer[17] і Gibson Les Paul Classic[18].
- Страждає слабкою формою дальтонізму. Всі предмети для нього блякнуть[19].
- Знявся в рекламі іграшкових вертольотів «1 TOY — GYRO», мобільного інтернету «МТС», напоїв «Фрустайл», «М-Відео».
- У гумористичному шоу «Велике питання» брав участь чотири рази: три рази переміг, а в останній раз разом з Андрієм Бедняковым проти Олександра Якушева та Дмитра Кожоми зіграв внічию.

## Громадянська позиція
Підтримав окупацію Росією Криму. Фігурант бази даних центру «Миротворець».